# Tramoggia

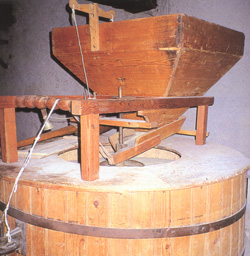
La tramoggia

La tramoggia o tramogena è un contenitore a forma di tronco di piramide o di cono capovolto, munito di apertura sul fondo, che viene utilizzato per raccogliere dall'alto materiali o liquidi, per poi scaricarli verso il basso.

## Etimologia
L'etimologia della parola è dalla lingua latina, dal termine trimodia, cioè contenente tre moggia, antica unità di misura del grano.

## Tramoggia da carico

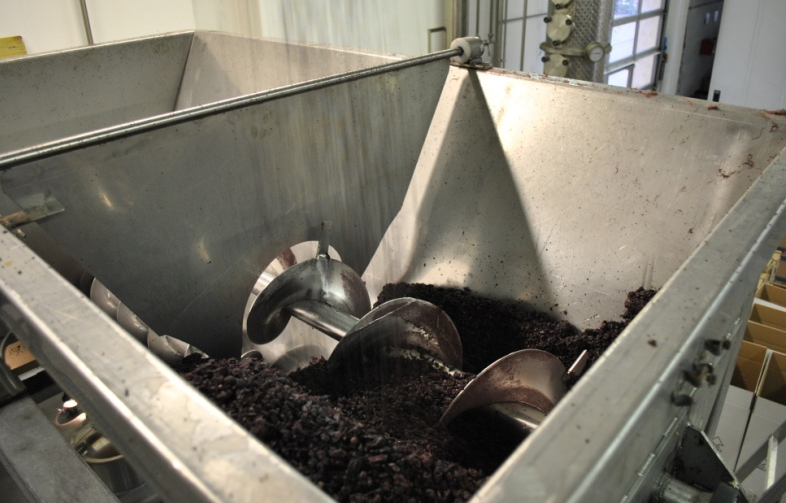
Tramoggia da carico per vinacce

La tramoggia da carico serve per convogliare un prodotto, spesso di origine agricola, verso un altro luogo dove avviene una seconda lavorazione. Un utilizzo tipico nel caso del grano è la sua sistemazione sopra la macina per convogliare il grano da macinare. Un altro utilizzo è quello sui carri merci sempre per il carico di granaglie da scaricare attraverso aperture inferiori.

## Altri significati
Viene definita tramoggia anche la parte concava del macinino da caffè.